# Государственное устройство Республики Конго
Государственное устройство Республики Конго основано на унитарной смешанной республике, с многопартийной системой. Президент является главой государства, а премьер-министр — главой правительства. Исполнительная власть возлагается на Президента и Правительство. В 2015 году после утверждения новой Конституции на референдуме, Конго стало смешанной республикой, где премьер-министр ответственен перед законодательным органом и кабинетом. Законодательная власть принадлежит правительству и двум палатам парламента.
Многие страны имеют полупрезидентскую республику и выборы, примеры таких стран, кроме Республики Конго, включают Францию, Перу и Хорватию. Однако наличие полупрезидентской республики не обязательно означает, что страна является демократической. Одним из центральных, но не единственных, компонентов демократии являются свободные и честные выборы, где население может привлечь к ответственности тех, кто находится у власти. Данные, собранные Freedom House, показывают, что страна получила 2/40 баллов по политическим правам и 15/60 по гражданским свободам; однако, если говорить более конкретно, страна получила 0/4 баллов по вопросу о наличии свободных и честных выборов.
Некоммерческая организация BTI сообщает, что в стране правовое государство "существует только на бумаге"; это следует из доклада Amnesty International, который документирует, как Александр Ибака Дзабана и Рас ле Бол, оба лидера по правам человека в стране, были арестованы на следующий день после того, как они объявили о том, что намереваются провести пресс-конференцию, чтобы осудить нарушения произошедшие во время выборов.

## Исполнительная власть
| Должность       | Имя               | Партия | Дата вступления |
| --------------- | ----------------- | ------ | --------------- |
| Президент       | Дени Сассу-Нгессо | КПТ    | 25 октября 1997 |
| Премьер-министр | Анатоль Макоссо   | КПТ    | 12 мая 2021     |

## Законодательная власть
Парламент Республики Конго состоит из двух палат. Национальное собрание выбирает своих членов на пятилетний срок в одномандатных округах. Члены Сената избираются на шестилетний срок голосованием в местных и региональных советах. В настоящее время Конголезская партия труда является доминирующей партией, удерживающей власть в государстве. Оппозиционные партии допускаются к участию в выборах, однако широко распространено мнение, что они не имеют реальных шансов на победу.

## Политические партии и выборы

### Выборы президента
|                                    | Дени Сассу-Нгессо                  | Конголезская партия труда                     | 1 539 725 | 88,40 |  |  |
|                                    | Ги Брис Парфе Колелас              | Союз демократов-гуманистов                    | 138 561   | 7,96  |  |  |
|                                    | Матиас Дзон                        | Патриотический союз национального возрождения | 33 497    | 1,92  |  |  |
|                                    | Джозеф Кигнумби Киа Мбонгоу        | Ла шен                                        | 10 718    | 0,62  |  |  |
|                                    | Дэйв Мафула                        | Суверенисты                                   | 9143      | 0,52  |  |  |
|                                    | Альберт Онианге                    | Санс-этикет                                   | 6977      | 0,40  |  |  |
|                                    | Ангиос Нгангиа Энгамбе             | Партия действий за республику                 | 3157      | 0,18  |  |  |
|                                    |                                    |                                               |           |       |  |  |
| Действительные бюллетени           | Действительные бюллетени           | Действительные бюллетени                      | 1 741 778 | 98,03 |  |  |
| Недействительных/пустых бюллетеней | Недействительных/пустых бюллетеней | Недействительных/пустых бюллетеней            | 35 008    | 1,97  |  |  |
| Итого                              | Итого                              | Итого                                         | 1 776 786 | 100   |  |  |
| Воздержались                       | Воздержались                       | Воздержались                                  | 868 497   | 32,83 |  |  |
| Явка                               | Явка                               | Явка                                          | 2 645 283 | 67,17 |  |  |
| Источник: Конституционный суд      |                                    |                                               |           |       |  |  |

### Парламентские выборы
|                       |                                                         |       |            |  |  |  |
| Партия                | Партия                                                  | места | +/-        |  |  |  |
|                       | Конголезская партия труда                               | 112   | +16        |  |  |  |
|                       | Панафриканский союз за социал-демократию                | 7     | -1         |  |  |  |
|                       | Союз демократов-гуманистов                              | 7     | Первый раз |  |  |  |
|                       | Движение действия и обновления                          | 4     | 0          |  |  |  |
|                       | Республиканская и Либеральная партия                    | 2     | +1         |  |  |  |
|                       | Клуб 2002 - Партия за Единство и Республику             | 2     | +1         |  |  |  |
|                       | Динамика Республики и восстановления                    | 2     | -1         |  |  |  |
|                       | Объединение за демократию и социальный прогресс         | 2     | -1         |  |  |  |
|                       | Постоянное действие для Конго                           | 1     | +1         |  |  |  |
|                       | Движение за единство, солидарность и труд               | 1     | +1         |  |  |  |
|                       | Движение за демократию и прогресс                       | 1     | Первый раз |  |  |  |
|                       | Клуб Перспектив и Реальностей                           | 1     | +1         |  |  |  |
|                       | Союз реконструкции и развития                           | 1     | Первый раз |  |  |  |
|                       | Гражданское сплочение                                   | 1     | 0          |  |  |  |
|                       | Конголезское движение за демократию и всеобщее развитие | 1     | -3         |  |  |  |
|                       | Беспартийные                                            | 6     | -13        |  |  |  |
|                       |                                                         |       |            |  |  |  |
| Итог                  | Итог                                                    | 151   | 0          |  |  |  |
| Источник: IPU PARLINE |                                                         |       |            |  |  |  |

## Примечание
1. ↑  Comparative politics | WorldCat.org (англ.). www.worldcat.org. Дата обращения: 3 мая 2023. Архивировано 6 мая 2023 года.
2. ↑  Philippe C Schmitter, Terry Lynn Karl. What Democracy Is. . . and Is Not // Journal of Democracy. — 1991. — Т. 2, вып. 3. — С. 75–88. — ISSN 1086-3214. — doi:10.1353/jod.1991.0033. Архивировано 13 марта 2023 года.
3. ↑  Republic of the Congo: Freedom in the World 2022 Country Report (англ.). Freedom House. Дата обращения: 3 мая 2023. Архивировано 1 июня 2023 года.
4. ↑  Country Report (англ.). BTI 2022. Дата обращения: 3 мая 2023. Архивировано 3 марта 2023 года.
5. ↑  Human rights in Congo (англ.). Amnesty International. Дата обращения: 3 мая 2023. Архивировано 26 марта 2023 года.